# Fosfur d'alumini
El fosfur d'alumini, amb la fórmula química AlP, és un compost químic inorgànic d'alumini i fòsfor. Es fa servir com a semiconductor de banda prohibida i com a fumigant. És un sòlid incolor que generalment es comercialitza com una pols d'un color groc verdós grisenc per la presència d'impureses que hi sorgeixen per la hidròlisi i l'oxidació.

## Propietats

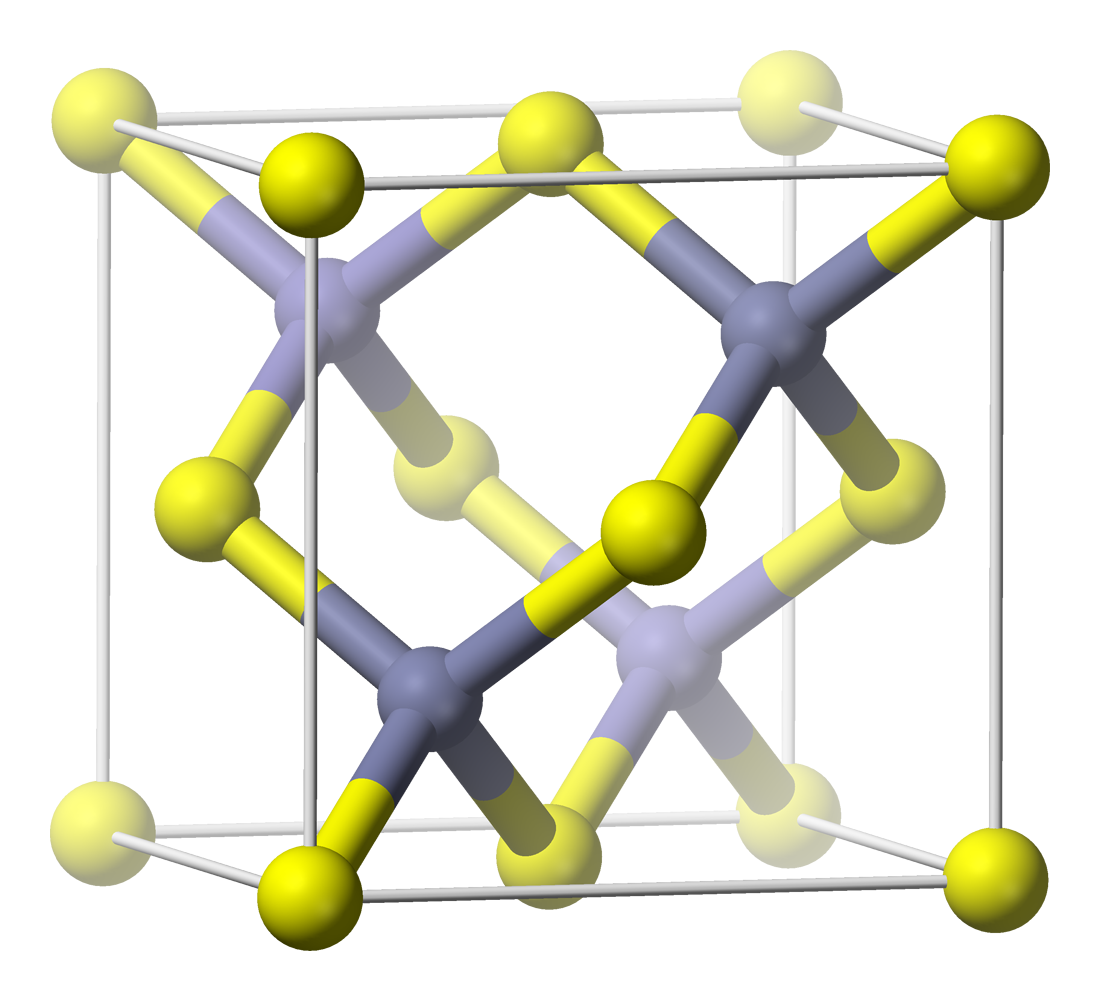
Estructura

Els cristalls de l'AlP tenen l'estructura cristal·lina de l'esfalerita amb una constant de xarxa de 5.4510 Å a 300 K. Són termodinàmicament estables a 1.000 °C.
El fosfur d'alumini reacciona amb l'aigua o els àcids per a alliberar fosfà:
AlP + 3 H₂O → Al(OH)₃ + PH₃
AlP + 3 H+ → Al3+ + PH₃

## Preparació
L'AlP se sintetitza mitjançant una reacció de combinació dels elements:
4Al + P₄ → 4AlP
S'ha de tenir precaució i evitar l'exposició de l'AlP a qualsevol font d'humitat, car això origina fosfà, un gas tòxic.

## Usos

### Plaguicida
L'AlP es fa servir com rodenticida, insecticida i fumigant en els cereals emmagatzemats. En forma de píndoles o pel·lets, típicament conté altres productes químics que tenen amoníac, la qual cosa ajuda a reduir la possibilitat de combustió espontània o l'explosió del fosfà.
Com a rodenticida el fosfur d'alumini es barreja amb un aliment per al consum dels rosegadors. L'àcid del sistema digestiu d'aquests reacciona amb el fosfur i genera fosfà que és tòxic. Altres plaguicides similars al fosfur d'alumini són el fosfur de zinc i el fosfur de calci.

Genera fosfà d'acord amb aquesta reacció d'hidròlisi.
2 AlP + 6 H₂O → Al₂O₃∙3 H₂O + 2 PH₃
Es fa servir com a fumigant especialment en vaixells, avions i sitges amb cereals. Totes aquestes estructures es poden segellar bé. També es pot aplicar directament als caus dels rosegadors.

### Aplicacions com a semiconductor
Industrialment, l'AlP és un material semiconductor amb el qual es fan aliatges amb altres materials binaris per a aplicacions com els LEDs.

## Toxicologia
El fosfur d'alumini és un compost químic altament verinós i se n'ha documentat l'ús. La fumigació també pot causar morts no intencionades com ha passat a l'Aràbia Saudita i als Estats Units.
El reciclatge de taps d'ampolles de plàstic que contenien fosfur d'alumini va causar la mort, a Alcalá de Guadaira, Espanya, de tres persones d'una mateixa família que el emmagatzemaven en sacs de plàstics a una bannyera.
L'enverinament per fosfur d'alumini es considera un problema a gran escala al subcontinent indi.